# Pastorie Lage Vuursche
Pastorie Lage Vuursche is een rijksmonument aan de Hoge Vuurseweg 2 in de plaats Lage Vuursche in de Nederlandse provincie Utrecht. De predikantswoning is onderdeel van een van rijkswege beschermd dorpsgezicht.
De huidige pastorie van de Stulpkerk verving in 1861 de pastorie uit het midden van de zeventiende eeuw. De top is voorzien van vakwerk.
 De ingang bevindt zich in de uitbouw aan de linker gevel. Achter de linker gevel zit een rond vensterlicht.